# Атояк (Халиско)
Атояк (исп. Atoyac) — малый город в Мексике, в штате Халиско, входит в состав одноимённого муниципалитета и является его административным центром. Численность населения, по данным переписи 2020 года, составила 5389 человек.

## Общие сведения
Название Atoyac с языка науатль можно перевести как: место реки.
Поселение было основано в начале XIV века племенами ацтеков, которые занимались добычей соли из местных лагун. Изобилие соли и богатство Атояка вызывали завись у других племён, что приводило к военным набегам, а в период с 1490 по 1510 в тараски вели войну за солончаки, но потерпели поражение.
В 1521 году Атояк был покорён конкистадорами во главе с Алонсо де Авалосом, а поселение было включено в провинцию Авалос. В 1524 году его посетил Франсиско Кортес, а в 1530 году — Нуньо де Гусман.
Евангелизацией местного населения занимались монахи Хуан де Падилья и Мигель де Болония, которые в 1568 году основали монастырь Иоанна Евангелиста.
23 февраля 1856 года Атояку был присвоен статус вильи.
1 мая 1886 года Атояк становится административным центром одноимённого муниципалитета.
Он расположен в 90 км к югу от столицы штата, города Гвадалахара, вблизи федеральной трассы 54D, рядом с озером Саюла.

## Население
| Год  | Численность | Численность |
| ---- | ----------- | ----------- |
| 2000 | 5092        | [ 7 ]       |
| 2010 | 5052        | [ 8 ]       |
| 2020 | 5389        | [ 9 ]       |